# James Conley
James Douglas Conley (ur. 19 marca 1955 w Kansas City, Missouri) – amerykański duchowny katolicki, biskup diecezji Lincoln od 2012.

## Życiorys
Pochodzi z rodziny prezbiteriańskiej. Rodzina ze strony babki wywodziła się rdzennych mieszkańców Ameryki Płn. Dzięki temu Biuro ds. Indian opłacało częściowo jego edukację szkolną. Jego rówieśnikiem i kolegą szkolnym z tamtych lat był Paul Coakley, późniejszy arcybiskup Oklahoma City. 6 grudnia 1975 miała miejsce jego konwersja na katolicyzm. W roku 1977 uzyskał dyplom z filologii angielskiej. Początkowo wraz z Coakleyem  miał zamiar wstąpić do Opactwa Fontgombault we Francji, ale zmienił zdanie i powrócił do kraju. Pod wpływem pielgrzymki Jana Pawła II do USA w 1979 postanowił wstąpić do seminarium duchownego w Erlanger w Kentucky. Później ukończył również seminarium w Emmitsburgu. 18 maja 1985 otrzymał święcenia kapłańskie i został kapłanem diecezji Wichita. Skierowany został na dalsze studia do Rzymu, gdzie uzyskał licencjat z teologii moralnej na Uniwersytecie Laterańskim. W 1991 na katolicyzm nawrócili się jego rodzice, których osobiście ochrzcił i udzielił bierzmowania. W latach 1996–2006 pracował jako oficjał w Kongregacji Biskupów w Kurii Rzymskiej. Po powrocie do kraju służył jako proboszcz w Wichita.
10 kwietnia 2008 otrzymał nominację na biskupa pomocniczego Denver ze stolicą tytularną Cissa. Sakry udzielił mu ówczesny zwierzchnik archidiecezji Charles Chaput OFMCap. 8 września 2011 mianowany przez Benedykta XVI administratorem apostolskim archidiecezji po przejściu abpa Chaputa na stanowisko arcybiskupa Filadelfii. Funkcję tę sprawował do dnia 18 lipca 2012.
14 września 2012 papież Benedykt XVI mianował go biskupem diecezji Lincoln. Ingres odbył się 20 listopada 2012.